# 耐光色牢度

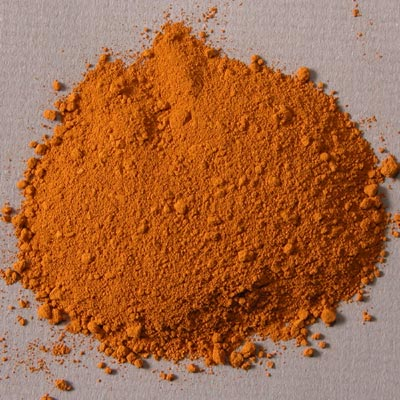
土质颜料，例如赭褐色，通常具有很高的耐光色牢度。

耐光色牢度（英语：Lightfastness）是染料或颜料等着色剂的一种特性，指它在暴露于光线时的抗褪色性。染料和颜料用于如织物和塑料等其他材料的染色以及制造油漆或印刷油墨。
颜色的漂白是由紫外线辐射（UV）对赋予主体颜色的分子的化学结构的影响造成的。分子中负责其颜色的部分被称为发色团。
当光线遇到油漆表面时可以改变或破坏颜料的化学键，导致颜色漂白或改变，这个过程被称为光降解。抵抗这种效应的材料被称为耐光的。太阳的电磁波谱包含从伽马波到无线电波的波长，其中紫外线辐射含有高能量，加速了染料的褪色。
未被大气臭氧吸收的长波紫外光（UVA）辐射的光子能超过了碳-碳单键的离解能，导致键断裂和颜色褪色。无机着色剂被认为比有机着色剂更耐光。黑色着色剂通常被认为是最耐光的。
耐光性的测量是通过将样品暴露在光源下一段时间，将其与未曝光的样品进行比较。

## 化学过程
在褪色过程中，着色剂分子会经历各种导致褪色的化学过程。
当UV-光子与充当着色剂的分子发生反应时，该分子会从基态激发到激发态。激发的分子具有高反应性和不稳定性。在分子从激发态淬火到基态的过程中，大气中的三线态氧与着色剂分子发生反应形成单线态氧和超氧化物自由基。由反应产生的氧原子和超氧化物自由基都具有高反应性，能够破坏着色剂。

### 光解
光解，即光化学分解，是化合物被光子分解的化学反应。当具有足够能量的光子遇到具有合适离解能的着色剂分子键时，就会发生这种分解。该反应在发色团系统中引起均裂，导致着色剂褪色。

### 光氧化
光氧化，即光化学氧化。着色剂分子在被足够能量的光子激发时会经历氧化过程。在此过程中，着色剂分子的发色体系与大气中的氧气发生反应，形成非发色体系，从而导致褪色。含有羰基作为发色团的着色剂特别容易被氧化。

### 光还原
光还原，即光化学还原。具有不饱和双键（烯烃的典型特征）或三键（炔烃的典型特征）作为发色团的着色剂分子在氢和足够能量的光子存在下发生还原，形成饱和发色团系统。饱和度会缩短发色体系的长度，导致着色剂褪色。

### 光敏化作用
光敏化作用，即光化学敏化作用。将染色的纤维素材料（例如基于植物的纤维）暴露在阳光下可以使染料从纤维素中去除氢，从而导致纤维素基质发生光还原。同时，着色剂在大气氧的存在下发生氧化，导致着色剂发生光氧化。这些过程导致着色剂褪色和基材强度损失。

### 光嫩化
光嫩化，即光化学嫩化。作为紫外线的结果，基底材料向着色剂分子提供氢，从而还原着色剂分子。随着氢气的去除，材料会发生氧化。

## 标准和测量尺度
一些组织发布了对颜料和材料的耐光性进行评级的标准。测试通常是通过受控暴露在阳光下或氙弧灯产生的人造光下进行地。水彩、墨水、粉彩和彩色铅笔等特别容易随着时间的推移而褪色，因此选择耐光颜料在这些介质中尤为重要。
最著名的耐光性测量标准是蓝色羊毛标准、灰色标准和ASTM（美国材料和试验协会）定义的标准。在蓝色羊毛标准中，耐光性等级被分为1至8级。1表示耐光性非常差，而8表示有极佳的耐光性。而在灰色标准中，耐光性等级被分为1至5级。1表示耐光性非常差，5 表示有极佳的耐光性。在ASTM标准中，耐光性等级被分为I至V级。I具有出色的耐光性，对应于蓝色羊毛标准的7至8级；V代表非常差的耐光性，对应于蓝色羊毛标准的1级。
实际的耐光性取决于太阳辐射的强度，因此耐光性与地理位置、季节和照射方向有关。下表列出了不同测量尺度的耐光性等级的提示性关系，以及与阳光直射和正常显示条件下的时间关系：远离窗户，在间接阳光下，并在防紫外线玻璃后面适当装框。
| 描述         | 测量标准     | 测量标准 | 直接曝光  | 直接曝光  | 正常显示条件 |
|              | 蓝色羊毛标准 | ASTM标准 | 夏天      | 冬天      |              |
| ------------ | ------------ | -------- | --------- | --------- | ------------ |
| 耐光性极差   | 1            | V        |           |           | 少过2年      |
| 耐光性差     | 2            | IV       |           |           | 2至15年      |
| 耐光性差     | 3            | IV       | 4至8天    | 2至4星期  | 2至15年      |
| 耐光性一般   | 4            | III      | 2至3星期  | 2至3月    | 15至50年     |
| 耐光性一般   | 5            | III      | 3至5星期  | 4至5月    | 15至50年     |
| 耐光性非常好 | 6            | II       | 6至8星期  | 5至6月    | 50至100年    |
| 耐光性极佳   | 7            | I        | 3至4月    | 7至9月    | 超过100年    |
| 耐光性极佳   | 8            | I        | 超过1.5年 | 超过1.5年 | 超过100年    |

## 测试程序
可以使用标准试纸测量和研究褪色的相对量。在蓝色羊毛测试的工作流程中，一组参考试纸条应避光保存。同时，将另一组等效试纸暴露在标准规定的光源下。例如，如果着色剂的耐光性在蓝色羊毛标尺上显示为5，则可以预期它的褪色量与蓝色羊毛测试条组中的5号条相似。通过将测试条组与避光保存的参考组进行比较，可以确认测试是否成功。

## 在图形行业中
在印刷中，有机颜料主要用于油墨中，因此，由于紫外线的存在，印刷品的颜色发生偏移或漂白通常只是时间问题。与无机颜料相比，有机颜料的使用主要是因为它们的成本低廉。无机颜料的粒径往往大于有机颜料的粒径，因此无机颜料往往不适合用于胶印。
在丝网印刷中，颜料的粒径不是限制因素。因此，它是需要极高耐光性的印刷作业的首选印刷方法。油墨层的厚度通过铺设在承印物上的颜料量影响耐光性。丝网印刷的墨层比胶印的墨层厚。换言之，它每单位面积包含更多的色素。这导致更好的耐光性，即使两种方法中使用的印刷油墨基于相同的颜料。
混合印刷油墨时，耐光性较弱的油墨决定了整个混合色的耐光性。其中一种颜料的褪色导致色调向耐光性更好的组分偏移。如果要求印刷时有可见的东西，即使它的主要颜料会褪色，也可以混合少量耐光性好的颜料。